# Епифанова, Васса Иосифовна

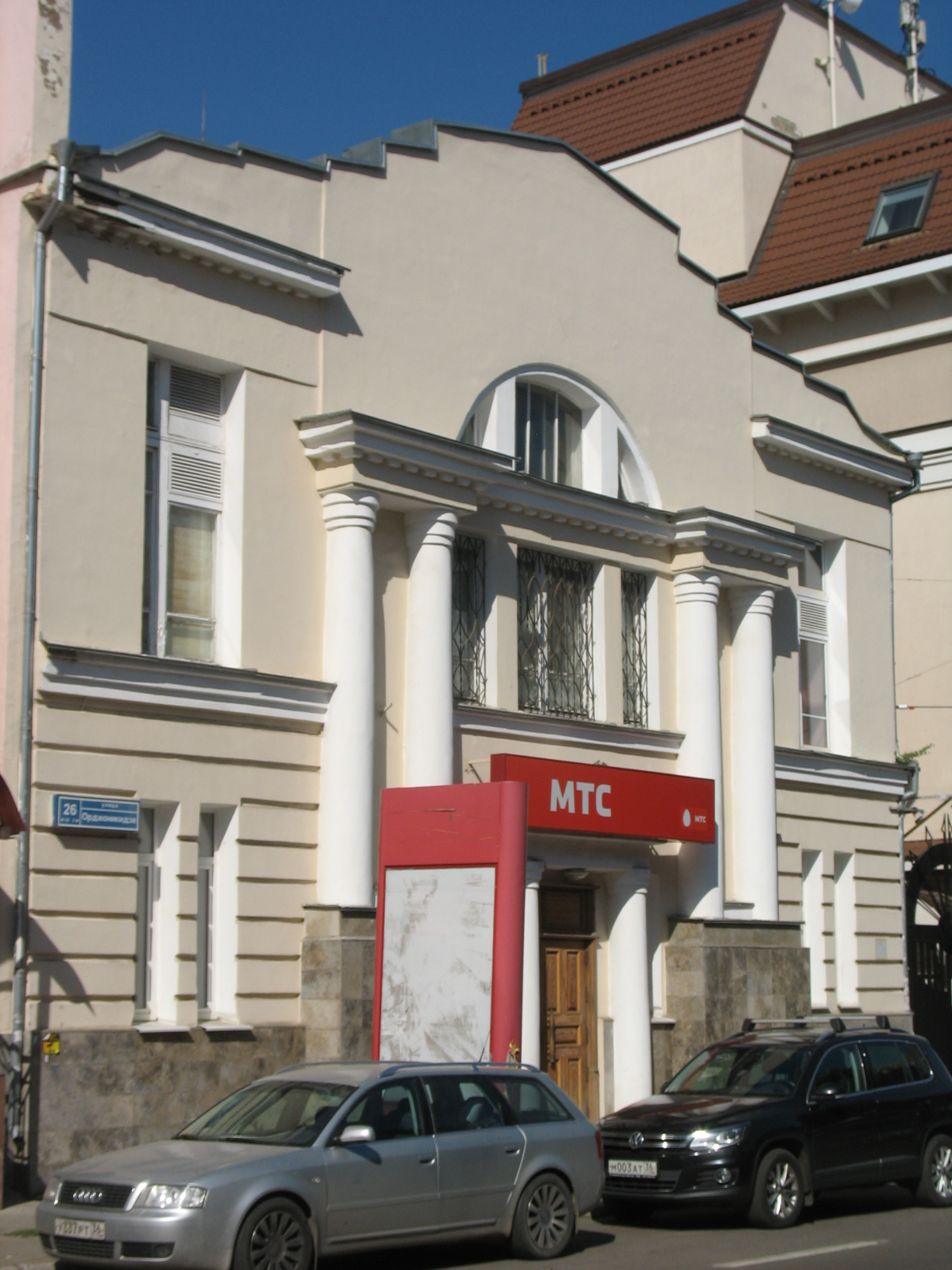
Здание рисовальной школы г. Воронеж

Епифанова Васса Иосифовна (1 сентября 1870, Воронеж — 5 августа 1942, Воронеж) — русский живописец. Жена А. А. Бучкури.

## Биография
Родилась в Воронеже в мещанской семье, позднее приписанной к купеческому сословию. Посещала Воронежскую рисовальную школу с 1893 г. по 1898 гг. Занималась под руководством художников Л. Г. Соловьева и М. И. Пономарева.
В 1898 г., вместе с А. А. Бучкури едет в Петербург. Посещает мастерскую М. К. Тенишевой, где занятия вел И. Е. Репин. В 1899 году поступает в качестве вольнослушателя в Академию художеств в мастерскую Репина. Она принимала участие в создании коллективной работы репинской мастерской «Установка модели в академической мастерской», где её портрет, написанный Кустодиевым, помещен в передней части композиции, слева.
Вместе с К. А. Вещиловым к 200-летию Петербурга исполняла диораму «Основание Петербурга». В 1903 г. В. И. Епифанова получила разрешение Совета профессоров Академии на представление эскиза на конкурс. Её эскиз на тему сказки П. П. Ершова «Конек — Горбунок»: «Пытка Иванушки Дурачка» был удостоен третьей премии в размере 50 руб.
1 ноября 1904 г. дано звание художника за картину «Минувшее».
Принимала активное участие в выставках. Главным для неё становится бытовой жанр и портрет.
В 1906 г. вышла замуж за художника А. А. Бучкури. С этого времени она, вместе со своим мужем А. А. Бучкури, зимние месяцы проводит в Петербурге, а летом живёт или в Воронеже, в собственном доме, в Скорняжном переулке, или на даче в селе Подгорном, под Воронежем.
С 1907 года жила в Воронеже. После революции 1917 года работы Вассы Иосифовны на выставках не появлялись, хотя, по воспоминаниям современников, стены дома в Воронеже были от пола до потолка увешаны картинами.
Бучкури и его жена сидели и рисовали, я спросил, могу ли стоять около него, но отказ его отлично понял и счел его вполне справедливым. Вот с этого и начал я говорить, что отлично понимаю этот отказ и действительно понимал его... Войдя в покаянное кольцо „дач“ и чувствуя себя <нрзб>, я увидел Бучкури и его жену рисующими. Ах! Как электричество пробежало по моему телу. И я вспомнил пророчество А. В. о том, что я буду хорошим и что у меня есть жилка художника...Б. Бессарабов
В августе 1942 года всё гражданское население города было изгнано оккупантами пешим ходом на правый берег Дона, стариков и инвалидов расстреливали на месте, среди них погибли воронежские художники А. А. Бучкури и его жена В. И. Епифанова.

## Выставки
1905 — Академия художеств.

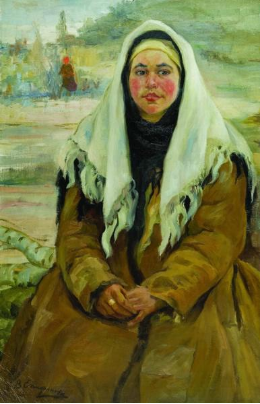
Молодая женщина в платке и полушубке.

1921 — Выставка художников Императорской Академии художеств Петрограда. Париж, галерея Magellan. Artistes de l’Académie Impériale des Beaux-arts de Petrograd. Paris, Galeries Magellan.
1970 — Воронежский областной художественный музей имени И. Н. Крамского.

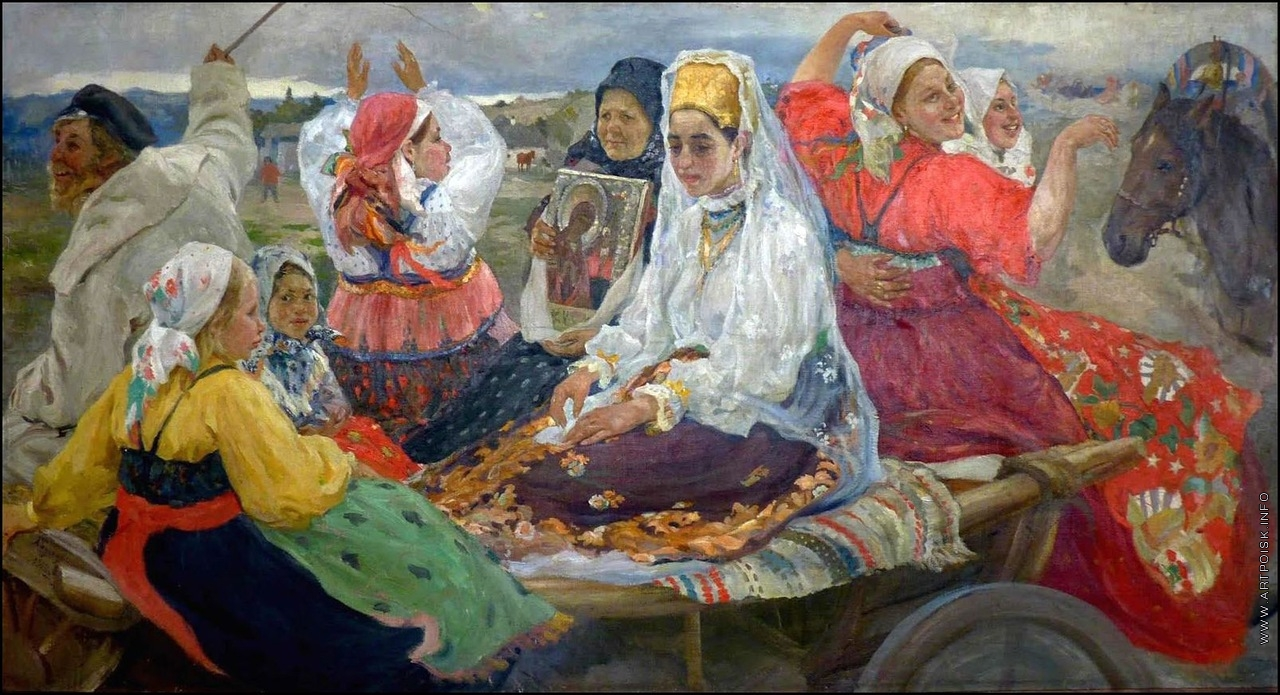
По мнению искусствоведов, в образе невесты (в центре) изображена Васса Епифанова

## Награды и премии
1903 — премия Академии художеств.
1905 — III премия на 1-м конкурсе проф. А. И. Куинджи.

## Основные произведения
- «Портрет А. И. Михельсона» (Ярославо-Ростовский государственный историко-архитектурный и художественный музей-заповедник),
- «Пытка Иванушки-Дурачка» по сказке П. П. Ершова «Конек-Горбунок» (1904, Научно-исследовательский музей Российской академии художеств),
- «Крестьянки» (Селянки) (1905, Одесская картинная галерея)[8][10],
- «В деревне» (1907),
- «Девушка в красной шали» (1913),
- «Крестьянка с яблоком» (1915),
- «Девушка в полушубке» (1915, Воронежский областной художественный музей имени И. Н. Крамского)[11][12]